# Waterman (歌手)
Waterman，為臺灣男歌手，以著白色緊身衣，蒙面進行演出而聞名。

## 簡歷
Waterman為味丹企業行銷旗下多喝水礦泉水所推出的超人偶像、《愛很大》專輯計畫的主唱之一暨主持人。報導指出，Waterman被賦予「代替年輕人內心的自己行俠仗義，建立品牌做好事的態度，也鼓勵多喝水！」味丹公司希望將新時代的行銷手法變得更有深度，讓台灣年輕人對未來更有理想和正向思考的態度。
Waterman在2007年左右在台灣出道，2007年-2010年間蒙面默默行善，他那不露面、默默行善卻又無俚頭的精神，使他引起關注。Waterman與Waterman分身們曾連續15天做了15件好事，例如：到老人院娛樂老人、幫害羞的大學生表白、到淨灘等善行，引起台灣社會廣大迴響。自由時報指出，Waterman雖曾被外界猜測為盧廣仲，但事實上他的真面目是一位眉清目秀、染著金髮、穿夾腳拖又平易近人的大男孩。
Waterman之所以隱姓埋名，總是以鹹蛋超人的裝扮出場，在於Waterman與合作廠商簽有合約，合約中明定他的真面目不能對外界曝光。
Waterman在《愛很大》專輯中，以演說方式唱出「永遠都不要說放棄，天外不會飛來奇蹟，機會要創造才會降臨。人類擁有一種最厲害的超能力 WaterMan有，你有，他有，每一個人都有，你們知道是什麼嗎，我直接講答案，是愛」，鼓勵所有人學會分享、解決問題，並戰勝黑暗勢力。他引用馬丁路德名言：「恨會讓生活癱瘓，但愛讓我們生活寬鬆，恨會讓生活混亂，但愛讓我們的生活合諧。」和狄更斯名言:「愛能讓世界轉動」，鼓舞世人「多付出一點愛 就能看見天使，就能發現奇蹟。」

## 音樂作品

### 專輯
- 2009：《Waterman》[4]
- 2010：《愛很大》

### 單曲
- 2013：〈跟著愛〉
- 2014：〈TO YOU〉
- 2021：〈我想和你改變世界〉(持修 X Waterman)
- 2024：〈水喔〉

## 廣告
- 2008：味丹 多喝水[5]

## 來源
1. 1 2 3 4 5  自由娛樂. . 自由娛樂. 2010-05-20  [2018-06-11]. （原始内容存档于2020-06-29） （中文）.
2. ↑  莊守禾, 作者：Brain.com記者. . 動腦Brain.com.tw｜行銷．廣告．傳播．創意數位平台. 2009-06-29  [2018-06-11]. （原始内容存档于2018-06-12） （中文）.
3. ↑  Waterman. . KKBOX. 2010-05-14  [2018-06-11]. （原始内容存档于2019-08-15） （中文）.
4. ↑  .   [2018-06-10]. （原始内容存档于2018-06-12）.
5. ↑  .   [2018-06-10]. （原始内容存档于2020-06-25）.

## 外部連結
- Waterman Waterman的Facebook專頁（页面存档备份，存于）